# Axinella cinnamomea
Axinella cinnamomea är en svampdjursart som beskrevs av Schmidt 1868. Axinella cinnamomea ingår i släktet Axinella och familjen Axinellidae. Inga underarter finns listade i Catalogue of Life.